# Tempesta (James Clavell)
Tempesta (titolo orig. Whirlwind) è un romanzo storico di James Clavell, pubblicato nel 1986. L'opera, ultima della sua Saga asiatica, ha respiro e mole amplissima, come altri suoi lavori, con una trama che coinvolge tanti personaggi. Ambientata in Iran all'inizio del 1979, fu ispirata dalle vere esperienze di una compagnia elicotteristica di servizi logistici che in quel tempo si trovava ad operare nel Paese, travolto dai fermenti rivoluzionari che portarono alla caduta della monarchia dello Scià e all'ascesa dell'Ayatollah Khomeini, descrivendo dettagliatamente l'agitata e deteriorata scena politica della Persia e la sua cultura.

## Trama
Iran, 1979. I giorni della rivoluzione islamica fanno da sfondo ad una vicenda appassionante e drammatica.
Lo scià, appena partito per l'esilio, si lascia alle spalle un paese all'apice della rivoluzione. 
Le folle si ergono a giudice, le esecuzioni prendono il posto dei processi, mentre la lotta tra le due fazioni rivali sfocia in aperta e sanguinosa guerra civile.
Tra confuse alleanze ed incerti giochi di potere, l'unico elemento che accomuna gli iraniani è l'odio fanatico nei confronti degli stranieri, particolarmente americani e britannici.
Questo dato, sovvertitore di interessi internazionali di ogni tipo, colpisce anche una compagnia di elicotteri inglese, controllata segretamente dalla Nobil Casa di Hong Kong.
Protagonisti del romanzo, un gruppo di piloti della società e le loro famiglie, che rischiano di perdere non solo il lavoro e con esso i guadagni, ma addirittura la vita. Non rimane loro che la fuga; cercheranno di attuarla con un piano segreto denominato Tempesta. Ma lasciare l'Iran non è così semplice. Molti piloti hanno mogli o amanti iraniane. E tutti, nessuno escluso, sono ormai profondamente legati alla magica terra di Omar.

## Edizioni italiane
- James Clavell, Tempesta, traduzione di Roberta Rambelli, Collana Omnibus, Milano, Mondadori, 1987,  p. 1146, ISBN 88-04-33405-3. - Collana Oscar Bestsellers n.156, Milano, Mondadori, 1990.